# Tramlijn 52 (NMVB)/Antwerpen
Tramlijn 52 is een voormalige tramlijn die Antwerpen via Boom met Mechelen verbond. Tussen Antwerpen en Rumst werd het nummer 50 gebruikt.

## Geschiedenis

### Voorgeschiedenis
Voor 1932 was er geen sprake van lijn 52. Er liep een tramlijn van Antwerpen naar Mechelen via Reet en Rumst. Vanuit Rumst liep er een zijlijn naar Boom. Pas in 1932 opende het rechtstreekse tracé van Aartselaar naar Boom. De verbinding via Reet werd dan lijn 54.

### Tot 1932
Op 19 oktober 1898 begonnen de spoorwerken aan het baanvak Mechelen - Rumst. De kapitalen van de lijnen Antwerpen - Rumst, Mechelen - Rumst en Rumst - Lier (latere lijn 53) werden samengevoegd op 18 maart 1899. Op 6 september 1899 werd de aanbesteding voor het baanvak Boom - Rumst - Lier uitgeschreven. 
In 1900 konden dan de eerste baanvakken geopend worden, eerst Mechelen St. Katelijnepoor - Boom St. Annakapel op 6 mei. Daarna werd op 14 oktober de lijn Boom doorgetrokken tot de Tuyaertstraat. Op 15 oktober 1901 kwam de lijn tussen Antwerpen en Rumst (via Reet) in dienst. Vanaf 22 juni 1902 kon de tram in Mechelen doorrijden tot het station. Als laatste uitbreiding voor de oorlog werd het baanvak Antwerpen Viadukt Kiel - Antwerpen Zwemdok geopend.
In 1914 werden de bruggen over de Kielsevest in Antwerpen en de Nete in Walem verwoest. Vanaf 1 januari 1915 kon de tram opnieuw van Antwerpen naar Rumst rijden. Hoewel de brug over de Nete reeds in mei 1915 was hersteld reed de tram pas vanaf 1 oktober 1915 opnieuw tot Mechelen.
Na de oorlog werden alle buurtspoorwegen in de provincie omgebouwd tot meterspoor. Vanaf 1 april 1920 kwamen de lijnen in eigen beheer van de NMVB. Op 11 december 1931 reed de eerst elektrische tram tussen Rumst en Boom.

### Na 1932
Op 6 maart 1932 opende een nieuwe elektrische lijn van Aartselaar naar Boom. Het bestaande baanvak Antwerpen - Aartselaar werd ook geëlektrificeerd. Om de dertig minuten reed er een tram van Antwerpen naar Boom bareel. Daar kon men overstappen aan de overkant van spoorlijn 61 op een tram naar Boom Tuyaertstraat. Vanaf 9 april kon er elektrisch gespoord worden van Rumst naar Mechelen. Een spoorkruising in Boom kwam in dienst op 24 september 1933 waardoor het overstappen werd afgeschaft. 
Vanaf 4 november 1935 hadden de trams hun eindpunt niet langer aan het zwemdok in Antwerpen maar aan de Komedieplaats. Vanaf hun oorspronkelijk eindpunt in de Brederodestraat reden de trams via de Montignystraat, de Leien, Mechelsesteenweg, Leopoldstraat en Leopoldstraat naar hun nieuw eindpunt. De terugweg verliep via de Huidevettersraat, Lange Gasthuisstraat, St Jorispoort en vanaf het Leopoldsplein verder zoals de heenweg.
Na de opheffing van het baanvak Y Wilrijk - Antwerpen Zuid van spoorlijn 27B begon men vanaf 1 februari 1937 het verplaatsen van het spoor met het afbreken van viaduct Kiel. Vanaf 9 maart 1937 reden de trams naast en onder het viaduct. Op 18 mei 1937 begonnen de afbraakwerken. 
De tramdiensten werden gestaakt op 15 mei 1940 wegens de Duitse inval. Op 24 mei 1940 reden de trams terug. 
Lijn 52 werd op 15 juli 1940 verlengd naar het Victorieplein (huidige Franklin Rooseveltplaats) via de Frankrijklei. Om terug te keren werd er een lus gereden via de Vondelstraat, het St Jansplein, de Lange Dijkstraat, Viaduct Dam, Bredastraat, IJzerlaan, Noorderlaan en de Italiëlei. Eerst lag het eindpunt aan de oostkant van het St Jansplein. Dit bracht te veel hinder voor stadstram lijn 18, dus werd het eindpunt in oktober verlegd naar de boog Bredastraat - IJzerlaan. Op een onbekende datum werd het eindpunt verlegd naar de Noorderplaats maar tegen 1 februari 1941 lag het alweer bij de boog Bredastraat - IJzerlaan. In de periode 1943 - 1944 werd het eindpunt verplaatst naar het definitieve eindpunt Noorderplaats.
Op 4 september 1944 werden rond het middaguur alle trams naar de stelplaatsen geroepen vanwege het naderende bevrijdingsleger. Vanaf 6 september reden er opnieuw trams tussen Mechelen en Antwerpen Kiel volgens een uurdienst. Het stadscentrum was nog niet bereikbaar. Op 8 konden de trams terug naar het centrum maar wegens de beschieting vanuit Merksem werd al vlug besloten om het eindpunt terug te leggen aan het Kiel. Na de bevrijding op 4 oktober konden de trams opnieuw tot het eindpunt Noorderplaats rijden.
Het spoorwegverkeer tussen Antwerpen en Brussel bleef een tijdje gestremd. De NVMB legde tussen 16 september en 16 oktober om de twee uur speciale trams in van Antwerpen naar Mechelen. Deze trams stopten enkel in Rumst, Mechelen Grote Markt en Mechelen Station, en reden via Reet.
In 1946 werd de lijn  uitgerust met elektrische seinen. In 1947 reden de trams in Mechelen tijdelijk in beiden richtingen via Nekkerspoel en het Raghenoplein. Vanaf 15 februari 1953 reden de trams definitief langs de vesten en niet langer door het centrum in Mechelen. In 1954 kwam er een lus in dienst om de trams te doen keren in Mechelen via het Raghenoplein H. Speecqvest, Arsenaalstraat, Stationstraat, Albertplein, H. Consciencepstraat, H. Speecqvest en zo via het Raghenoplein naar Antwerpen. 
Op kruispunt met de Antwerpsestraat in Boom kwamen in 1954 rode knipperlichten in dienst om de kruising tussen trams en het wegverkeer te beveiligen. Vanaf 22 mei 1955 reden er alleen nog maar trams tijdens de spits. Tijdens de daluren reden bussen. Op 10 november 1956 reed de laatste tram van lijn 52 tussen Antwerpen en Mechelen. Tussen Antwerpen en Rumst bleven er onder het nummer 50 nog trams rijden tot 21 mei 1966. 

## Stations en stelplaatsen

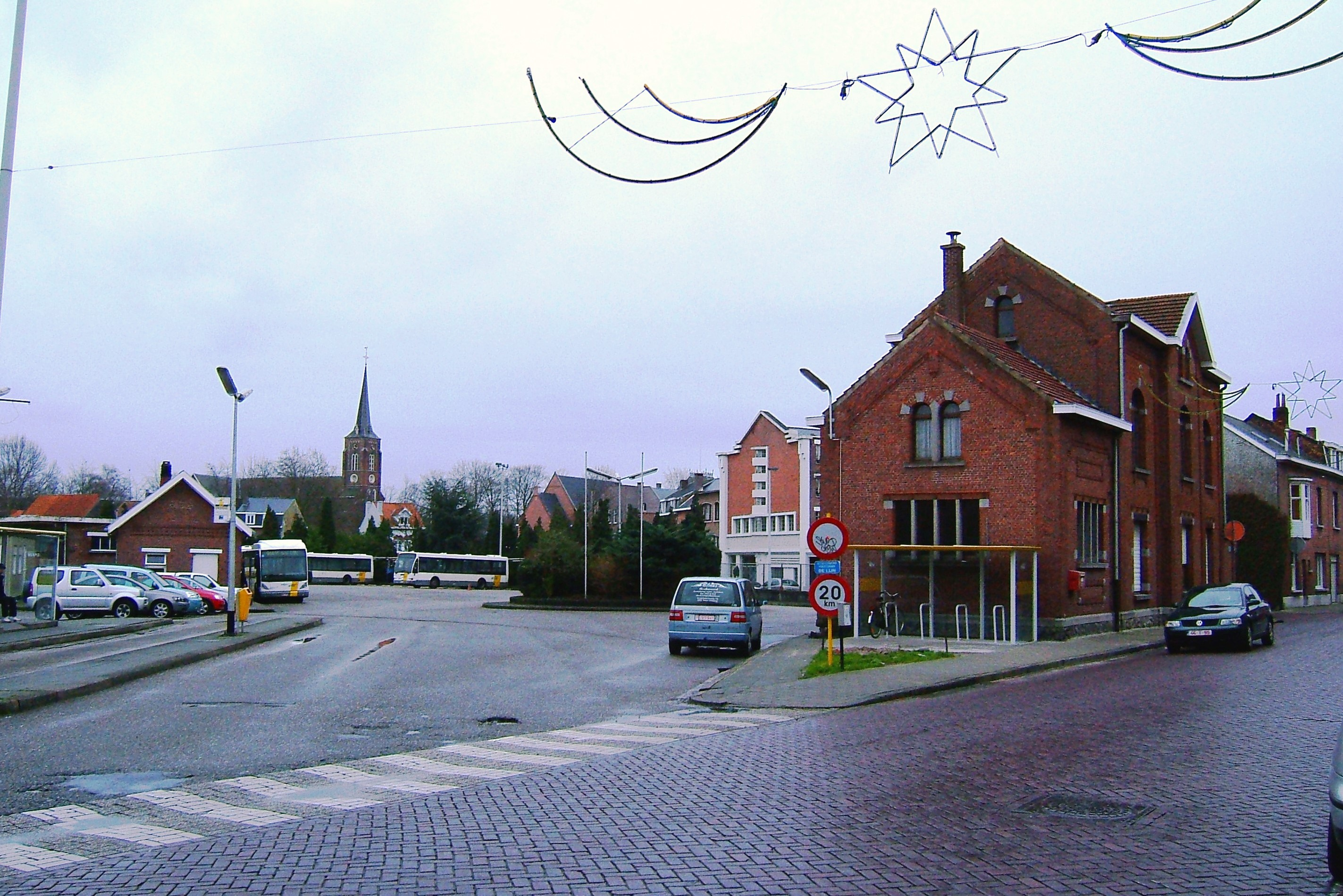
stelplaats Rumst in 2007

- Viaduct Kiel: er lag ten zuiden van het viaduct een klein goederenstation parallel met spoorlijn 27B.
- Rumst: aan het knooppunt Rumst lag een station en stelplaats. Beiden liggen er nog altijd. De stelplaats is nog in gebruik door De Lijn en het station zou worden overgekocht door de gemeente (2024).
- Mechelen Nekkerspoelpoort: aan de Zandpoortvest en het Hoogstratenplein lag er een station aan de vertakking met de lijnen richting Pasburg en verder. Het gebouw werd in 1965 afgebroken.

## Lijnaanduiding
Vanaf 1933 kwamen lijn B (Antwerpen - Boom) en lijn R (Antwerpen - Rumst - Mechelen) in dienst. Lijn B gebruikte rode koersborden en lijn R gele. 
Op 4 november 1935 werden de lijnen hernummerd. Lijn B werd lijn 50 (rood) en lijn R werd gesplitst in lijn 52 Antwerpen - Rumst (geel) en lijn 54 Antwerpen - Mechelen, via Reet (geel).  
Vanaf september 1938 werd de structuur nogmaals veranderd, maar deze keer definitief. Lijn 50 werd lijn 50 doorstreept Antwerpen - Boom (rood). Lijn 52 werd lijn 50 Antwerpen - Rumst (rood). Lijn 54 werd lijn 52 Antwerpen - Mechelen via Boom (geel).

### Internet
- Belgium Vicinal Railways
- https://www.vrt.be/vrtnws/nl/2024/01/08/rumst-wil-oude-tramgebouw-tweede-leven-geven/

### Boeken
- NEYENS, J.,  De Buurtspoorwegen In De Provincie Antwerpen 1885-1968, uitgeverij VAN IN Lier, 1969.
- KEUTGENS, E., Een eeuw mobiel met tram en bus, uitgeverij N.V. De Vlijt Antwerpen, 1986.
- BASTAENS, R., De Buurtspoorwegen In De Provincie Antwerpen, uitgegeven door VZW De Poldertram, 2009.